# CXCL7
CXCL7, hemokin (C-X-C motiv) ligand 7, je ljudski gen koji kodira istoimeni protein. CXCL7 je mali citokin iz CXC hemokin familije. On je izoforma beta-tromboglobulina ili protrombocit bazični protein (PPBP).
CXCL7 protein se oslobađa u velikim količinama iz trombocita nakon njihove aktivacije. On stimuliše razne procese uključujući mitogenezu, sintezu ekstracelularnog matriksa, metabolizam glukoze i sintezu plazminogen aktivatora.

## Literatura
- Begg GS, Pepper DS, Chesterman CN, Morgan FJ (1978). „Complete covalent structure of human beta-thromboglobulin.”. Biochemistry. 17 (9): 1739—44. PMID 77677. doi:10.1021/bi00602a024.
- Kaplan KL; Broekman MJ; Chernoff A;  . (1979). „Platelet alpha-granule proteins: studies on release and subcellular localization.”. Blood. 53 (4): 604—18. PMID 426909.
- Tunnacliffe A, Majumdar S, Yan B, Poncz M (1992). „Genes for beta-thromboglobulin and platelet factor 4 are closely linked and form part of a cluster of related genes on chromosome 4.”. Blood. 79 (11): 2896—900. PMID 1316786.
- Cohen AB; Stevens MD; Miller EJ;  . (1992). „Generation of the neutrophil-activating peptide-2 by cathepsin G and cathepsin G-treated human platelets.”. Am. J. Physiol. 263 (2 Pt 1): L249—56. PMID 1387511.
- Morris SW; Nelson N; Valentine MB;  . (1992). „Assignment of the genes encoding human interleukin-8 receptor types 1 and 2 and an interleukin-8 receptor pseudogene to chromosome 2q35.”. Genomics. 14 (3): 685—91. PMID 1427896. doi:10.1016/S0888-7543(05)80169-7.
- Majumdar S, Gonder D, Koutsis B, Poncz M (1991). „Characterization of the human beta-thromboglobulin gene. Comparison with the gene for platelet factor 4.”. J. Biol. Chem. 266 (9): 5785—9. PMID 1826003.
- Wenger RH, Hameister H, Clemetson KJ (1991). „Human platelet basic protein/connective tissue activating peptide-III maps in a gene cluster on chromosome 4q12-q13 along with other genes of the beta-thromboglobulin superfamily.”. Hum. Genet. 87 (3): 367—8. PMID 1830861. doi:10.1007/BF00200921.
- Hjemdahl P; Perneby C; Theodorsson E;  . (1992). „A new assay for beta-thromboglobulin in urine.”. Thromb. Res. 64 (1): 33—43. PMID 1837963. doi:10.1016/0049-3848(91)90203-9.
- Brandt E, Van Damme J, Flad HD (1991). „Neutrophils can generate their activator neutrophil-activating peptide 2 by proteolytic cleavage of platelet-derived connective tissue-activating peptide III.”. Cytokine. 3 (4): 311—21. PMID 1873479. doi:10.1016/1043-4666(91)90499-4.
- Clark-Lewis I; Moser B; Walz A;  . (1991). „Chemical synthesis, purification, and characterization of two inflammatory proteins, neutrophil activating peptide 1 (interleukin-8) and neutrophil activating peptide.”. Biochemistry. 30 (12): 3128—35. PMID 2007144. doi:10.1021/bi00226a021.
- Walz A, Baggiolini M (1990). „Generation of the neutrophil-activating peptide NAP-2 from platelet basic protein or connective tissue-activating peptide III through monocyte proteases.”. J. Exp. Med. 171 (2): 449—54. PMC 2187709 . PMID 2406364. doi:10.1084/jem.171.2.449.
- Holt JC; Harris ME; Holt AM;  . (1986). „Characterization of human platelet basic protein, a precursor form of low-affinity platelet factor 4 and beta-thromboglobulin.”. Biochemistry. 25 (8): 1988—96. PMID 2423119. doi:10.1021/bi00356a023.
- Walz A, Baggiolini M (1989). „A novel cleavage product of beta-thromboglobulin formed in cultures of stimulated mononuclear cells activates human neutrophils.”. Biochem. Biophys. Res. Commun. 159 (3): 969—75. PMID 2522778. doi:10.1016/0006-291X(89)92203-1.
- Wenger RH; Wicki AN; Walz A;  . (1989). „Cloning of cDNA coding for connective tissue activating peptide III from a human platelet-derived lambda gt11 expression library.”. Blood. 73 (6): 1498—503. PMID 2713489.
- Castor CW; Walz DA; Ragsdale CG;  . (1989). „Connective tissue activation. XXXIII. Biologically active cleavage products of CTAP-III from human platelets.”. Biochem. Biophys. Res. Commun. 163 (2): 1071—8. PMID 2783111. doi:10.1016/0006-291X(89)92330-9.
- Holt JC; Rabellino EM; Gewirtz AM;  . (1988). „Occurrence of platelet basic protein, a precursor of low affinity platelet factor 4 and beta-thromboglobulin, in human platelets and megakaryocytes.”. Exp. Hematol. 16 (4): 302—6. PMID 2966071.
- Castor CW, Furlong AM, Carter-Su C (1985). „Connective tissue activation: stimulation of glucose transport by connective tissue activating peptide III.”. Biochemistry. 24 (7): 1762—7. PMID 4005226. doi:10.1021/bi00328a029.
- McLaren KM, Pepper DS (1983). „Immunological localisation of beta-thromboglobulin and platelet factor 4 in human megakaryocytes and platelets.”. J. Clin. Pathol. 35 (11): 1227—31. PMC 497932 . PMID 6183294. doi:10.1136/jcp.35.11.1227.
- Castor CW, Miller JW, Walz DA (1983). „Structural and biological characteristics of connective tissue activating peptide (CTAP-III), a major human platelet-derived growth factor.”. Proc. Natl. Acad. Sci. U.S.A. 80 (3): 765—9. PMC 393460 . PMID 6572368. doi:10.1073/pnas.80.3.765.
- Malkowski MG; Wu JY; Lazar JB;  . (1995). „The crystal structure of recombinant human neutrophil-activating peptide-2 (M6L) at 1.9-A resolution.”. J. Biol. Chem. 270 (13): 7077—87. PMID 7706245. doi:10.1074/jbc.270.13.7077.

## Spoljašnje veze
- Platelet+factor+7 на 